# شب الصوديوم
شب الصوديوم هو الاسم الشائع للمركب الكيميائي كبريتات الألومنيوم والصوديوم المميه، الذي له الصيغة NaAl(SO4)2·12H2O.

## الوفرة والتحضير
يعرف الشكل المميه الاثناعشري هيدرات في علم المعادن باسم شب الصوديوم؛ أما في معدن المندوزيت فتحوي البنية على أحد عشر جزيئاً من الماء، أما في معدن التاماروغيت فتحوي البنية على ست جزيئات من الماء.
يحضر المركب مخبرياً من بلورة مشتركة لمحلولي كبريتات الصوديوم وكبريتات الألومنيوم.

## الخواص
يوجد المركب في الشروط القياسية على شكل مسحوق بلوري أبيض، وهو جيد الانحلال في الماء.

## الاستخدامات
يستخدم المركب في الاتحاد الأوروبي ضمن الإضافات الغذائية، وله رقم إي E521؛ وفي الولايات المتحدة يضاف مع بيكربونات الصوديوم وفوسفات أحادي الكالسيوم ضمن تركيب مسحوق الخَبز.
كما يستخدم المركب أيضاً في عمليات الترويب ضمن معالجة المياه في المحطات الخاصة لذلك.